# ساریه بن زنیم
ساریة بن زَنیم دَئِلی یکی از اصحاب پیامبر اسلام بود که در فتح فارس شرکت داشت.

## فتح دارابگرد
ساریه مأمور فتح دارابگرد (داراب امروزی) بود و با لشکر خود به سوی آنجا حرکت کرد. اهالی دارابگرد با کردان (عشایر فارس) لشکر بزرگی را ساختند. اعراب در دشتی به نام دُم دشت که دامنه کوه بنارجان قرار داشت با این سپاه روبرو شدند. آنان برای جلوگیری از محاصره شدن در دشت به کوه پشت سرشان پناه بردند و سرانجام پیروز شدند. پس از آن فسا نیز با همان شروط مصالحه کرد. فتح این دو شهر به‌طور کلی دو ماه طول کشید.